# Alexander's Ragtime Band
Alexander's Ragtime Band (bra: Epopeia do Jazz; prt: Sinfonias Modernas) é um filme de drama musical estadunidense de 1938, dirigido por Henry King para a 20th Century Fox.

## Elenco
- Tyrone Power como Roger Grant/Alexander
- Alice Faye como Stella Kirby
- Don Ameche como Charles Dwyer
- Ethel Merman como Jerry Allen
- Jack Haley como Davey Lane

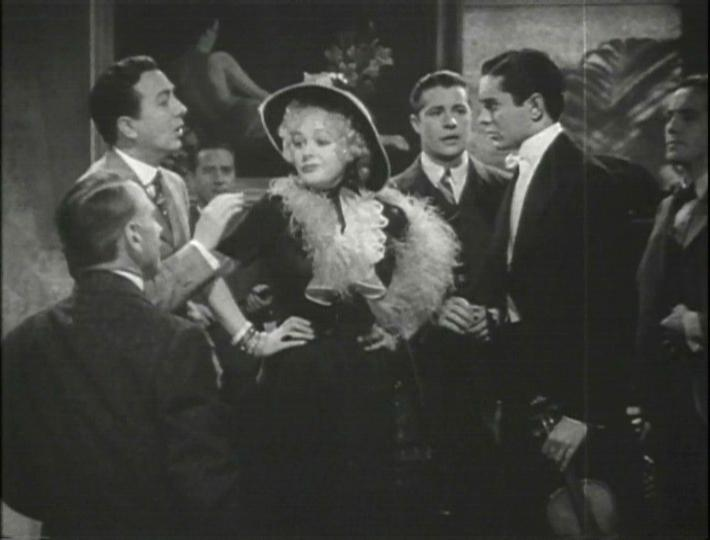
Da esquerda para direita: Jack Haley, Alice Faye, Don Ameche e Tyrone Power

- Jean Hersholt como Professor Heinrich
- Helen Westley como Tia Sophie
- John Carradine como Taxista
- Paul Hurst como Bill
- Wally Vermon
- Ruth Terry como Ruby
- Douglas Fowley como Snapper
- Chick Chandler como Louie

## Prêmios e indicações
Academy Awards (EUA) (1939)
Premiações
- Melhor Trilha Sonora Original - Alfred Newman[3]

Indicações
- Melhor Direção de Arte - Bernard Herzbrun e Boris Leven
- Melhor Edição - Barbara McLean
- Melhor Canção Original - Irving Berlin (por "Now It Can Be Told")
- Melhor Filme
- Melhor Roteiro Original - Irving Berlin